# Yeezus
Yeezus je šesté studiové album amerického rappera Kanyeho Westa. Album bylo nahráno u vydavatelství Roc-A-Fella Records a Def Jam Recordings a vydáno 18. června 2013. Muzikálně je album temnější a více experimentální než jeho ostatní nahrávky. Na albu kombinuje prvky ze žánrů chicagský hip hop, dancehall, acid house a industriál.

## O albu
Samotné nahrávání alba začalo roku 2013 v Paříži ve Studios de la Seine. Dále probíhalo v Germano Studios v New Yorku, Gee Jam Studios na Jamajce, Real World Studios ve městě Bath a Shangri-La v Malibu. Hlavní inspirací byla architektura a především architekt Le Corbusier. West také několikrát čerpal inspiraci v muzeu Louvre.
Hostujícími umělci jsou Kid Cudi, Charlie Wilson, Assassin, Justin Vernon ze skupiny Bon Iver, Chief Keef, King L a Frank Ocean. Všichni spolupracující jako "uncredited" umělci. Jako hudební producenti se na albu mimo Westa podíleli Mike Dean, Daft Punk, Benji B, S1, Gesaffelstein, Lunice, No ID, 88-Keys a Travis Scott. Týden před vydáním alba si West pro poslední změny pozval producenta Ricka Rubina.
Muzikálně je Yeezus experimentální hip hopové album inspirované žánry chicagský acid house (převážně z 80. let 20. století), moderní chicagský drill, industriál, trap, avantgarda, punk rock a nová vlna. Základem alba je elektronická hudba s výrazným využitím syntezátoru a bicího automatu. Některé části písní vůči celku znějí jako by docházelo při přehrávání k přeskakování a použitý Auto-Tune efekt je využit až do hranic zastřenosti.

## Po vydání
Vydání alba nebylo doprovázeno klasickou propagací. Album bylo vydáno bez bookletu a obalu, nebyl stanoven žádný singl pro rádia, ani natočen žádný videoklip. Propagace probíhala jen prostřednictvím živých a televizních vystoupení, a také v případě písně "New Slaves" jako videoprojekce na budovách v desítkách měst v USA, Evropě a Austrálii. Album také nebylo možné zakoupit v předobjednávce. Na internet uniklo 14. června 2013.
Po vydání alba se v americkém žebříčku Billboard Hot 100 umístily následující písně: "New Slaves" (56. příčka), "Black Skinhead" (69. příčka) a "Blood on the Leaves" (89. příčka), ačkoliv nešlo o singly. Dne 4. července byla za první singl vydána píseň "Black Skinhead". Na konci srpna 2013 byla jako singl vydána píseň "Bound 2", ta však vstoupila do US žebříčku až po zveřejnění videoklipu s nahou Kim Kardashian v listopadu 2013, a to na 72. příčce. Nakonec se tento singl vyšplhal až na 12. příčku.
O první týden prodeje se v USA prodalo 327 000 kusů, a tím album debutovalo na první příčce v žebříčku Billboard 200. V druhý týden se v USA prodalo 65 000 kusů a album se v prodeji propadlo na třetí příčku. V srpnu 2013 bylo album oceněno certifikací zlatá deska od společnosti RIAA za prodej přes 500 000 kusů. V lednu 2014 bylo album oceněno certifikací platinová deska za milion kusů v distribuci, ale celkově se v USA prodalo 630 000 kusů.

## Seznam skladeb
Seznam skladeb dle "credits" z Westovy oficiální webové stránky:
| Pořadí         | Název                | Hudba | Délka |
| -------------- | -------------------- | --- | ----- |
| 1.             | On Sight             | Kanye West, Daft Punk, Mike Dean (add.), Benji B (add.)                                                                                               | 2:36  |
| 2.             | Black Skinhead       | West, Daft Punk, Gesaffelstein (add.), Brodinski (add.), Dean (add.), Lupe Fiasco (add.), No I.D. (add.), Jack Donoghue (add.), Noah Goldstein (add.) | 3:08  |
| 3.             | I Am a God (ft. God) | West, Daft Punk, Dean, Hudson Mohawke (co.) | 3:51  |
| 4.             | New Slaves           | West, Benjamin Bronfman (co.), Dean (add.), Travis Scott (add.), Goldstein (add.), Sham Joseph (add.), Che Pope (add.)                                | 4:16  |
| 5.             | Hold My Liquor       | Dean, West, Arca (add.), Goldstein (add.) | 5:26  |
| 6.             | I'm in It            | West, Evian Christ (co.), Dom Solo (co.), Goldstein (add.), Arca (add.), Dean (add.)                                                                  | 5:26  |
| 7.             | Blood on the Leaves  | West, Hudson Mohawke, Lunice, Carlos Broady (co.), 88-Keys (add.), Arca (add.), Dean (add.)                                                           | 6:00  |
| 8.             | Guilt Trip           | West, Mike Dean, S1, Travis Scott (add.), Ackeejuice Rockers (add.)                                                                                   | 4:03  |
| 9.             | Send It Up           | West, Daft Punk, Gesaffelstein, Brodinski, Arca (add.), Dean (add.)                                                                                   | 2:58  |
| 10.            | Bound 2              | West, Pope (co.), Eric Danchick (add.), Goldstein (add.), No I.D. (add.), Dean (add.)                                                                 | 3:49  |
| Celková délka: | Celková délka:       | Celková délka: | 40:01 |